# La Calera (Chili)
Pour les articles homonymes, voir La Calera.
La Calera est une ville et commune du Chili dans la province de Quillota, elle-même située dans la région de Valparaiso. En 2016, sa population s'élevait à 50 221 habitants. La superficie de la commune est de 830 km2 (densité de 830 hab./km2).

## Description
La Calera fait partie d'une conurbation qui comprend les communes de La Cruz et Quillota. La Calera est située à 52 km de Vina del Mar, à 61 km de Valparaiso et à 118 km de Santiago. La ville qui se trouve à l'intersection entre les deux principaux axes routiers du Chili - La Route panaméricaine qui constitue l'artère nord-sud du pays et la route Valparaíso-Mendoza qui relie le Chili à l'Argentine - constitue à ce titre une plateforme d'échanges majeure. La ville doit son nom à la présence de carrières de calcaire qui ont permis la construction de la première cimenterie du pays. Ces carrières sont toujours en exploitation et les cimenteries sont un des gros employeurs de la ville.